# Zofia Kossak-Szczucka
Zofia Kossak-Szczucka (n. 10 august 1889, Kośmin, Lublin Voivodeship⁠(d), Puławy County⁠(d), Lublin, Polonia – d. 9 aprilie 1968, Bielsko-Biała, Polonia) a fost o scriitoare poloneză, membră a rezistenței, salvatoare de evrei, declarată dreaptă între popoare.

## Familia
Tatăl ei a fost Tadeusz Kossak⁠(en)[traduceți], luptător pentru libertate născut în exil, fiul celebrului pictor Juliusz Kossak și fratele geamăn al lui Wojciech Kossak.

## Activitatea
În 1943 a fost arestată de o patrulă de stradă și deportată în Lagărul de concentrare Auschwitz. După aflarea identității ei, a fost trimisă pentru interogatoriu la Varșovia și condamnată la moarte în 1944. A scăpat din detenție ca urmare a Revoltei din Varșovia, care a avut loc în august-septembrie 1944.